# 熱收縮套管

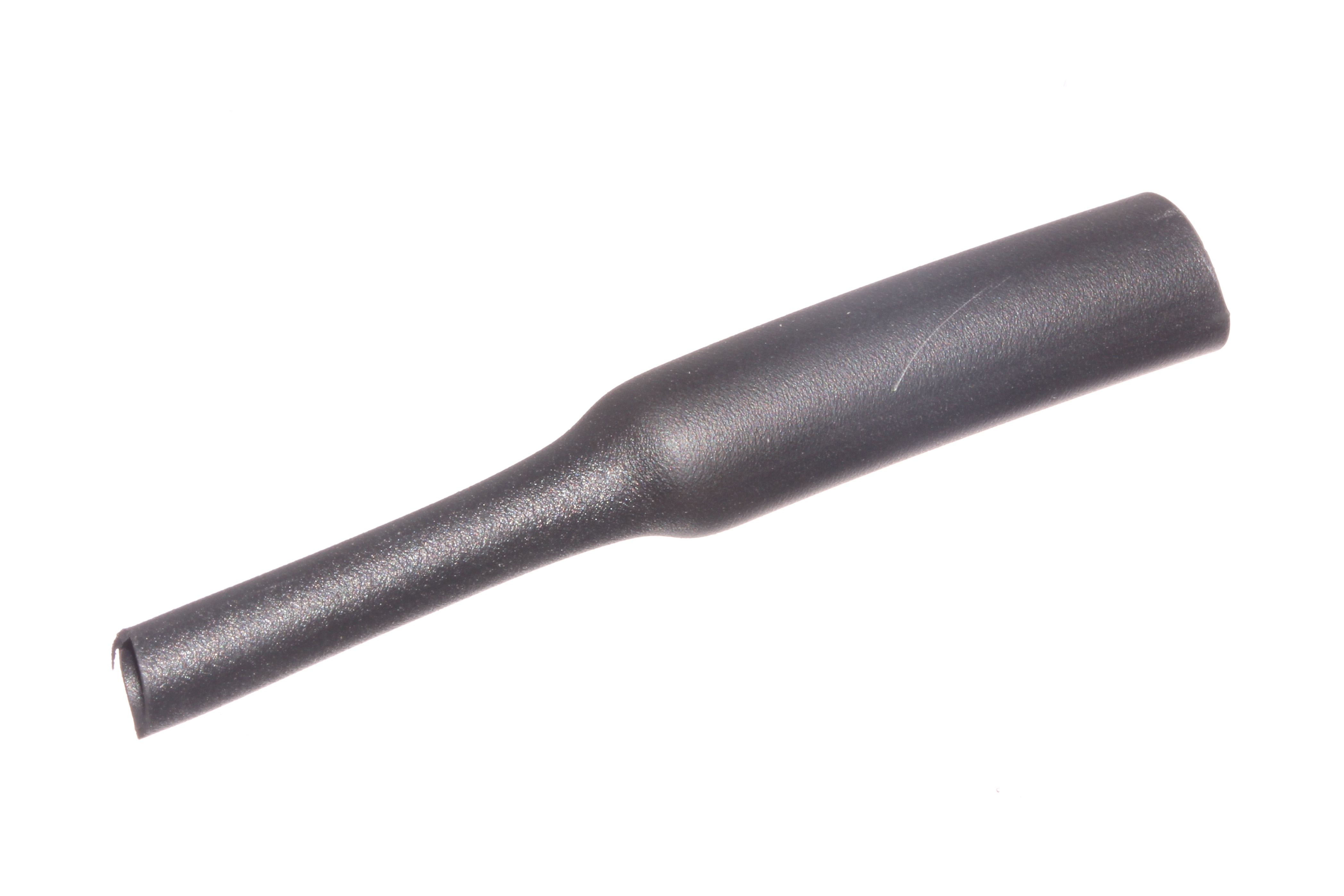
熱縮管的其中一端遇熱收縮

熱收縮套管，又稱為熱縮套管、熱縮管、熱缩通，是一種遇熱收縮的塑膠管，由高分子材料製造，常用於電力及電子工業對電線或電纜的絕緣保護。
熱縮管的塑膠遇到熱力會收縮，當用於電線的絕緣保護時，可把一段熱縮管套於電線上需要保護的位置，使熱縮管完全包裹裸露的導體，然後使用電風筒或熱風槍以熱風吹向熱縮管，熱縮管會因為遇熱收縮，從而緊貼須要保護的電線表面，並固定在指定位置。